# Begonia suboblata
Espèce
Begonia suboblata est une espèce de plantes de la famille des Begoniaceae.
Elle a été décrite en 2004 par Ding Fang (1920-) et De Hai Qin.